# سنگ سفید (بخش مرکزی سنندج)
سنگ سفید روستایی در دهستان نران بخش مرکزی شهرستان سنندج استان کردستان ایران است.

## جمعیت
بر پایه سرشماری عمومی نفوس و مسکن در سال ۱۳۹۵ جمعیت این روستا ۴۵ نفر (۱۴خانوار) بوده‌است.